# Eugénia Melo e Castro
Maria Eugénia Menéres de Melo e Castro DmIH (Covilhã, 6 de Junho de 1958) é uma cantora e compositora portuguesa.

## Biografia
Filha de E. M. de Melo e Castro e de Maria Alberta Menéres, escritores, Eugénia Melo e Castro estudou Artes Gráficas e, em Londres, frequentou a London Film School, estudando cinema e fotografia. Entre 1977 e 1978 teve experiências como actriz de teatro, com o grupo Ânima (que fundou e onde desenvolveu trabalhos de poesia experimental encenada) e n' A Barraca. A ainda aspirante a cantora, entra no meio musical português em 1978, cantando nos discos de José Afonso, Vitorino, Sérgio Godinho e Júlio Pereira.
Casou com António José Leitão de Campos Rosado, de quem tem uma única filha, Ana Mariana de Melo e Castro de Campos Rosado (1979).
No ano de 1979 trava contacto em Lisboa com os músicos brasileiros Yório Gonçalves e Kleiton Ramil, com quem escreve em parceria os temas que seriam gravados para aquele que seria o seu primeiro disco. Em 1980 desloca-se ao Brasil, pela primeira vez, para convidar o pianista e arranjador Wagner Tiso. 
Em Janeiro de 1982 é editado o álbum "Terra De Mel". O álbum "Águas De Todo O Ano" foi lançado em 1983. Do disco, é retirado o single da canção "Dança da Lua", um tema de Túlio Mourão e Ronaldo Bastos, cantada em parceria com Ney Matogrosso. Estes seus dois primeiros discos deram-me os prémios de melhor cantora e melhor disco em 1982 e 1983, em Portugal. ambos os discos forma discos de platina.
Desempenha o papel de atriz principal na telenovela "António Maria", assumindo também a produção da sua banda-sonora. No mesmo ano, grava "Emissário de Um Rei Desconhecido", um tema de Milton Nascimento para um poema de Fernando Pessoa, incluído no álbum "Música Em Pessoa", dedicado ao poeta. Em 1986, surge "Eugénia Melo E Castro III", produzido por Guto Graça Mello, e com direcção musical de Toninho Horta, Túlio Mourão, Wagner Tiso e Gilson Peranzetta.
Em 1988 lança "Coração Imprevisto", um álbum para piano e voz, com acompanhamento de Wagner Tiso. Esse disco é considerado um dos 10 melhores discos do ano, nacional e internacional, no Brasil. O disco conta com a participação de Caetano Veloso no tema título do disco.
Em 1989 é editada a coletânea "Canções E Momentos". Em 1990 é editado o álbum "O Amor É Cego E Vê" baseado em temas portugueses da primeira metade do século XX. Participam Caetano Veloso, Chico Buarque, Milton Nascimento, Gal Costa, Ney Matogrosso e Simone. Este disco ganha disco de ouro em Portugal. No mesmo ano realiza o seu primeiro grande concerto em terras lusas, no Teatro São Luís, com direção de Mário Laginha. 
Em 1991 grava o 3º tema para a série de animação infantil televisiva Boa noite, Vitinho!, transmitida pela RTP, o qual foi editado em single discográfico pela editora Ovação.
Em 1993 grava, em Lisboa, "Lisboa, Dentro de Mim (O sentimento de um Ocidental)", que conta com produção da cantora. O álbum conta com a participação de músicos como Mário Laginha, Carlos Zíngaro, António Pinho Vargas, Pedro Caldeira Cabral, Márcio Montarroyos, Wagner Tiso e Nico Assumpção. No mesmo ano, é editada a compilação "O Melhor De Eugénia Melo E Castro". Em Março de 1994 apresenta-se ao Vivo no CCB colocando no palco 3 pianos de cauda para os convidados Wagner Tiso, António Pinho Vargas e Mário Laginha. 
Em 1995 regressa ao Brasil onde grava "Eugénia Melo e Castro canta Vinícius de Moraes" que incluí a última gravação de Tom Jobim, piano e voz, em "Canta Mais". Inclui outros grandes músicos e instrumentistas, como Egberto Gismonti. Deste disco resultou a primeira grande digressão no Brasil com mais de 50 espetáculos, e do qual resultou a primeira gravação ao vivo em CD, gravado no SESC Pompéia, intitulada "Ao Vivo Em São Paulo". 
Volta a fazer cinema, como atriz e cantora, em 1998 no filme "Bocage, o Triunfo do Amor" de Djalma Limonge Batista. A obra é distinguida no Festival de Sundance, em Utha, com a melhor Direção Artística. 
Idealiza e cria o programa de televisão "Atlântico", realizado e produzido em Lisboa no Verão de 1998, com Nelson Motta. Estreia em Março de 1999, em Portugal pela RTP e no Brasil através da TV Cultura, e reúne duplas de cantores e compositores dos dois países ao longo de 14 semanas.
Grava "Tanto Mar" para o song-book de Chico Buarque. Grava ao vivo o Cd "Motor Da Luz" com a participação especial da Camerata Tiso.
Em 2001 é lançada uma compilação especial de 16 Duetos gravados ao longo de 20 Anos. "Eugénia Melo e Castro.COM" inclui alguns duetos inéditos, sendo 3 com Ney Matogrosso, 2 com Caetano Veloso e outros com Gal Costa, Simone, Carlos Lyra, Chico Buarque, Gonzaguinha, Tom Jobim, Milton Nascimento, Egberto Gismonti, Wagner Tiso, Toninho Horta e Paulo Jobim.
A maquete/ demo gravada em 1979, com viola e voz, acompanhada por Júlio Pereira e Jaime Queimado, foi lançada em Cd pela Som Livre em 2002.
Em 2002 é editado o CD "Paz" escrito com o produtor brasileiro Eduardo Queiróz. Em 2004 sai o CD SINGLE "dança_da_ lua.2004.doc", apenas disponível para download. Em 2004 grava os discos "Dança da Luz".
Em 2006 grava o cd duplo "DESCONSTRUÇÃO", dedicado à obra autoral de Chico Buarque, tendo a participação de Chico Buarque em 3 temas, e de Adriana Calcanhotto em outro tema.
Em Outubro de 2006 grava em São Paulo um DVD comemorativo de 25 anos do lançamento do seu primeiro disco. O DVD é lançado em 6 de Janeiro de 2007, comemorando 25 anos de carreira discográfica.
Em 2007 foi distinguida com o prémio QUALIDADE BRASIL pelo conjunto da sua obra musical, que foi e está integralmente lançada no Brasil.
A 8 de Junho de 2009 foi feita Dama da Ordem do Infante D. Henrique.
Em 2015 lança o seu primeiro disco infantil, "Conversas com Versos", 14 poemas de sua mãe, retirados do livro do mesmo nome. Ney Matogrosso é o seu convidado neste disco, na faixa O MEU CHAPÉU.
Em 2018 lança MAR VIRTUAL, piano e voz, com Emilio Mendonça, dedicado à obra de seu pai, musicando poemas experimentais, e de poesia concreta.

## Discografia
Entre a sua discografia encontram-se: 
- Terra de Mel (LP, Polygram, 1982)
- Águas de Todo O Ano (LP, Polygram, 1983)
- Eugénia Melo e Castro III (LP, Polygram, 1986)
- Coração Imprevisto (LP, EMI, 1988)
- Canções e Momentos (Compilação, Polygram, 1989)
- Amor é Cego e Vê (LP, Polygram, 1990)
- Boa noite, Vitinho! III (Single, Ovação, 1991)
- Lisboa Dentro de Mim (CD, BMG, 1993)
- O Melhor de Eugénia Melo e Castro (Compilação, Polygram, 1993)
- Canta Vinicíus de Moraes (CD, Megadiscos/Som Livre, 1994)
- EMC Ao Vivo Em São Paulo (CD, Som Livre, 1996)
- EMC Canta Vinicíus de Moraes (CD, Sony, 2000)
- Ao Vivo Em São Paulo (CD, Som Livre, 2000)
- A Luz do Meu Caminho (CD, MVM, 2000)
- Eugénia Melo e Castro.com - Duetos (Compilação, Eldorado, 2001)
- Recomeço (CD, Som Livre, 2001)
- Dança da LUZ - EDP - 2004 (CD)
- Motor da Luz (CD, Som Livre, 2001)
- PAZ (CD, Som Livre, 2004) - (CD, Universal, 2007)
- DESCONSTRUÇÃO - (2CD, 2004) (Universal, 2007)
- POPORTUGAL (CD, Universal, 2007)
- DUETOS x 16 (CD, Atração / Brazilmusica, 2009)
- CANTA, CANTA MAIS - 30 ANOS (CD, Farol, 2012)
- UM GOSTO DE SOL (CD, SESC, 2013) / (CD, Farol, 2014)
- CONVERSAS COM VERSOS (CD, SESC, 2015) / (CD, Farol, 2016)
- MAR VIRTUAL ( CD, SESC, 2018 )

### Colectâneas
- A música em Pessoa (1985) - Emissário De Um Rei Desconhecido
- Bocage - O Triunfo do Amor (1998) - Liberdade
- Songbook Chico Buarque (1999) - Tanto Mar (c/ Wagner Tiso)

Participações nos discos de
- Pano Cru, de Sergio Godinho
- Até já, de Jorge Palma
- Lisboémia e Fernandinho vai ao vinho, de  Júlio Pereira
- Chapéu verde, de Adriano Correia de Oliveira
- A Preto e Branco e Histórias de Viajeiros, de Fausto
- Carioca de algema, de Carlos Lyra
- Tanto Mais, de Sérgio Basbaum
- Pela Manhã, de Fábio Tagliaferri